# Garon (Balerejo)
Garon is een bestuurslaag in het regentschap Madiun van de provincie Oost-Java, Indonesië. Garon telt 2853 inwoners (volkstelling 2010).